# 聂氏无刺鲼
聂氏无刺鲼（学名：Aetomylaeus nichofi）为鲼科无刺鲼属的鱼类。分布于印度洋、印度尼西亚、南洋群岛、澳洲东南部、日本南部以及南海和东海等。该物种的模式产地在东印度群岛。